# Universität Nizwa
Die Universität Nizwa (arabisch جامعة نزوى, DMG Ǧāmiʿat Nizwā) ist eine private Universität in Nizwa im Sultanat Oman.

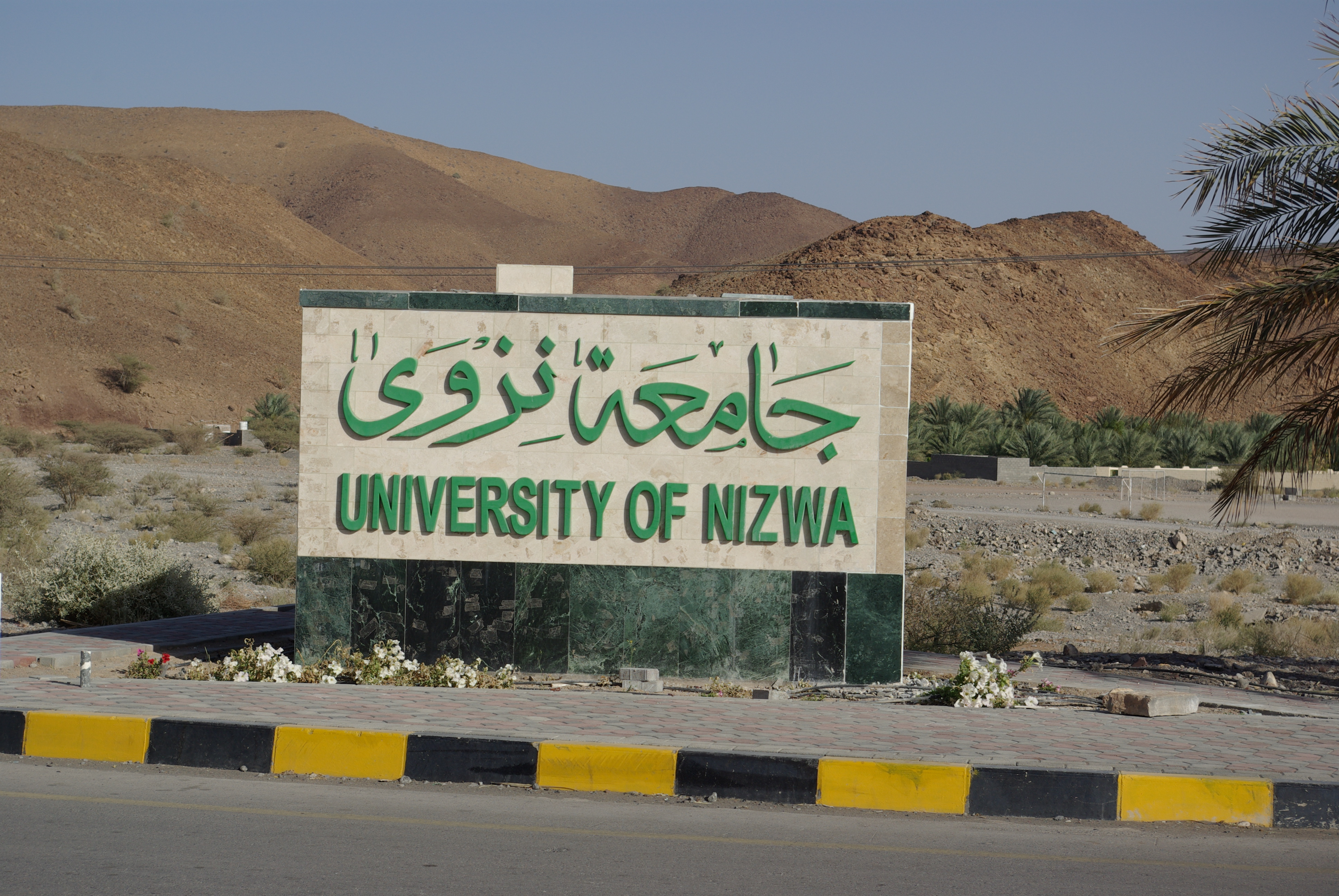
Universität von Nizwa: Eingangsschild

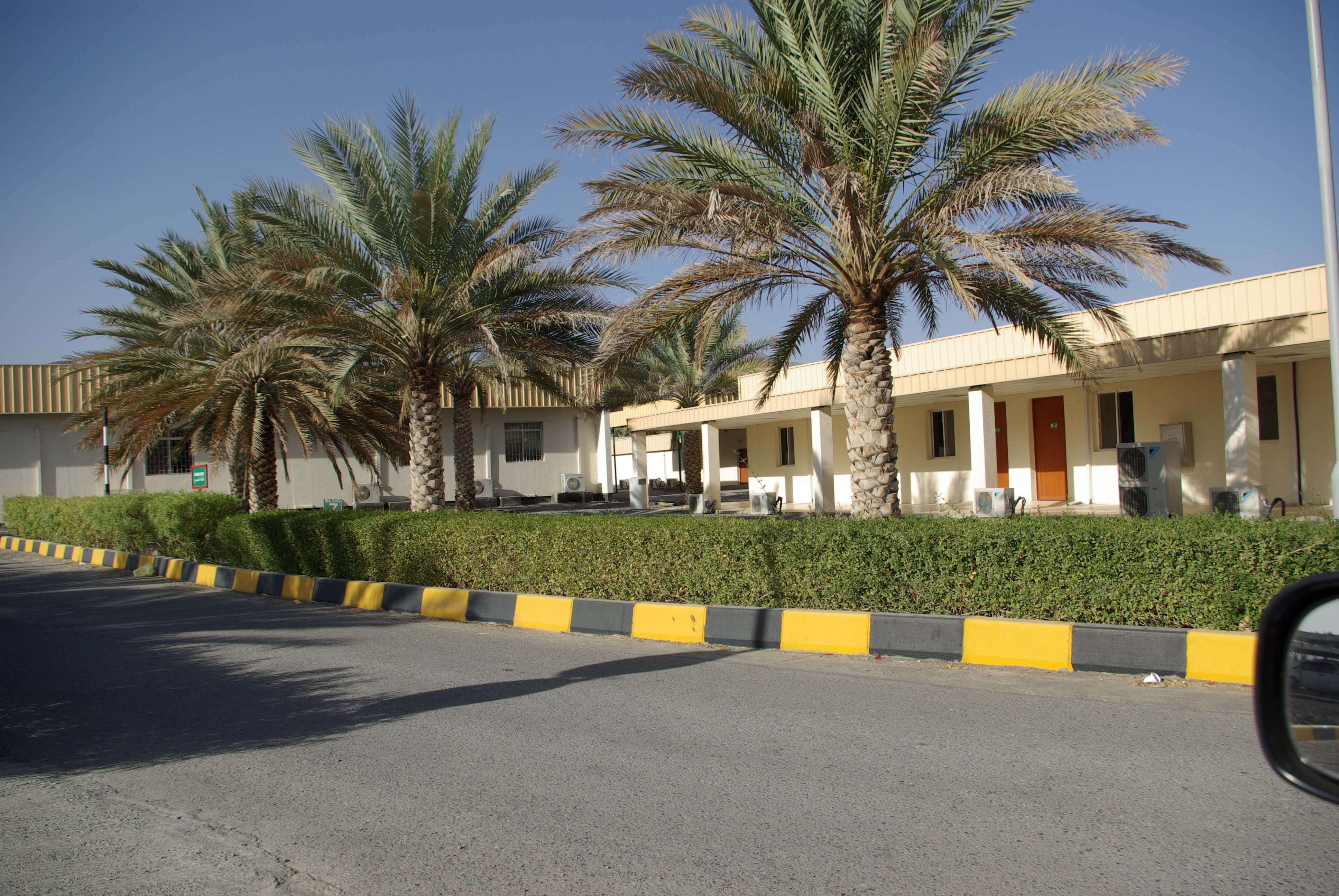
Universität von Nizwa: Campus

## Geschichte
- Gründung: Sultan Qabus erließ 1999 das königliche Dekret 41/99, das den Aufbau privater Universitäten in Oman erlaubte. Daraufhin wurde ein Gründungsausschuss etabliert, der die Gründung der Universität vorbereitete. Die Errichtung der Hochschule wurde mit der Verordnung 1/2004 des Hochschulministers am 3. Januar 2004 genehmigt.
- Aufnahme des Studienbetriebs: Im Februar 2004 erhielt die Universität von Sultan Qabus die Erlaubnis, das Königliche Internat in Nizwa solange als Interims-Campus zu nutzen, bis der neue Campus fertiggestellt wird. Am 14. März 2004 wurden alle Gründungsgremien aufgelöst und das Hochschulkuratorium (Board of Trustees) ins Leben gerufen. Am 16. Oktober 2004 nahm die Universität ihren Studienbetrieb mit ihrem ersten Jahrgang auf, der 1334 Studenten (davon ungefähr 88 % weibliche) umfasste.
- Bezug des neuen Campus: 2006 entstand ca. 20 km außerhalb von Nizwa in der Nähe des Weilers Birkat al-Mawz ein neuer Campus. Er umfasst 250.000 m², auf denen auf circa 10.000 m² neue Gebäudefläche entstanden sind. Die Universität ist noch im Aufbau und wird in ihrer Endausbaustufe über sechs Fakultäten mit insgesamt 8000 Studenten verfügen.
- Geplanter endgültiger Standort: Im Süden von Nizwas soll auf einem neuen 1,5 Mio. m² großen Gelände ein neuer Campus für 20.000 Studierende entstehen. 2003 wurde mit dem Masterplan begonnen; allerdings ist die Bauphase derzeit (Stand: 20. Mai 2010) auf Eis gelegt.[1]
- Kooperation mit einer deutschen Universität: Seit November 2010 kooperiert die Universität Nizwa mit der Martin-Luther-Universität Halle-Wittenberg (MLU).[2] Zunächst soll die Kooperation im pharmazeutischen Bereich beginnen. Naheliegend wäre die Erforschung medizinischer Pflanzen Omans. Weiterhin wurden die Fächer arabische und deutsche Sprache, die Orientalistik sowie die Naturwissenschaften als weitere potentielle Gebiete genannte, auf denen die Kooperation vertieft werden könnte. Besonderes Interesse hat die Universität Nizwa auch an der Ausbildung talentierter junger Omaner an der MLU, da sie für eine Ausbildung im Inland überwiegend Professoren und Dozenten aus dem Ausland anstellen müsste. Für ein Auslandsstudium in Deutschland würden sich insbesondere die englischsprachigen Masterprogramme der MLU anbieten.[3]

## Akademische Einrichtungen und Abschlüsse

### Fakultät für Pädagogik und Wissenschaften (College of Arts & Sciences)
An dieser Fakultät sind folgende Abteilungen eingerichtet:
- Department of Computer Science
- Department of Statistics
- Department of Mathematics
- Department of Physics
- Department of Biotechnology
- Department of Biology
- Department of Chemistry
- Department of Arabic Language
- Department of English Language
- Department of French Language
- Department of German Language
- Department of Education

An dieser Fakultät können folgende Abschlüsse erworben werden:
- Diplome (Diploma) in Computer Science, Statistics, Mathematics, Physics, Biotechnology, Chemistry, Arabic Language, English Language, French Language und German Language.
- Bachelors
  - B.Sc. oder B.Ed. in Computer Science, Statistics, Mathematics, Physics, Biotechnology, Biology und Chemistry
  - B.A. oder B.Ed. in Arabisch, Fremdsprache Englisch und Übersetzung, Fremdsprache Französisch und Übersetzung, Fremdsprache Deutsch und Übersetzung.

### Fakultät für Wirtschaft, Verwaltung und Informatik (College for Economics, Administration & Information Systems)
An dieser Fakultät sind folgende Abteilungen eingerichtet:
- Department of Chemical and Petrochemical Engineering
- Department of Architecture
- Department of Electrical Engineering
- Department of Computer Engineering
- Department of Civil Engineering
- Department of Environmental Engineering
- Department of Interior Design

An dieser Fakultät können folgende Abschlüsse erworben werden:
- B.Sc. Accounting
- B.Sc. Business Administration
- B.Sc. Information Systems
- B.Sc. International Trade and Finance
- B.A. Marketing
- B.A. Tourism and Recreational Management
- Diploma in Accounting
- Diploma in Business Administration
- Diploma in Information Systems
- Diploma in International Trade and Finance  Diploma in Marketing
- Diploma in Tourism and Recreational Management

### Fakultät für Krankenpflege und Pharmazie (College of Nursing and Pharmacy)
An dieser Fakultät sind folgende Abteilungen eingerichtet:
- Department of Pharmacy
- Department of Nursing

An dieser Fakultät können folgende Abschlüsse erworben werden:
- Diplom (Diploma) in Pharmacy und Diploma in B.Sc. in Nursing
- Bakkalaureus (Bachelor)
  - B.Pharm. in Pharmacy
  - B.Sc. in Nursing

### Fakultät für Ingenieurwissenschaften und Architektur (College of Engineering and Architecture)
An dieser Fakultät sind folgende Abteilungen eingerichtet:
- Department of Chemical and Petrochemical Engineering
- Department of Architecture
- Department of Electrical Engineering
- Department of Computer Engineering
- Department of Civil Engineering
- Department of Environmental Engineering
- Department of Interior Design

An dieser Fakultät können folgende Abschlüsse erworben werden:
- Diplom (Diploma) in Diploma in Chemical and Petrochemical Technologies, Architecture, Electrical Technologies, Computer Technologies, Civil Technologies, Environmental Technologies, Interior Design
- Bakkalaureus (Bachelor)
  - B.Eng. in Chemical and Petrochemical Engineering
  - B.Arch. in Architecture
  - B.Eng. in Electrical Engineering
  - B.Eng. in Computer Engineering
  - B.Eng. in Civil Engineering
  - B.Eng. in Environmental Engineering
  - B.Sc. in Interior Design

## Weblink
- Website der Universität Nizwa (englisch/arabisch)